# Талески, Филип
Филип Талески (макед. Филип Талески; род. 28 марта 1996, Прилеп) — македонский гандболист, выступающий за северомакедонский клуб «Вардар».

## Карьера

### Клубная
Филип Талески воспитанник клуба «Металург» Скопье. С 2014 года Талески стал привлекаться в основную команду. Талески выступает в основном составе ГК Металург Скопье. В декабре 2016 года, Филип Талески заключил трёхлетний контракт с клубом «Райн-Неккар Лёвен». Контракт начинает действовать с сезона 2017/18.

### В сборной
Филип Талески выступает за сборную Македонии. Талески провёл за сборную Македонии 5 матчей и забросил 6 голов.

## Статистика
Статистика Филип Талески сезона 2018/19 указана на 11.6.2019.
| Сезон   | Клуб              | Лига       | Матчи | Голы   | Голы   | Голы  |
| Сезон   | Клуб              | Лига       | Матчи | С игры | 7-метр | Всего |
| ------- | ----------------- | ---------- | ----- | ------ | ------ | ----- |
| 2017/18 | Райн-Неккар Лёвен | Бундеслига | 24    | 24     | 0      | 24    |
| 2018/19 | Райн-Неккар Лёвен | Бундеслига | 34    | 34     | 0      | 34    |